# Westhope
Westhope è un centro abitato (city) degli Stati Uniti, situato nella Contea di Bottineau nello Stato del Dakota del Nord. Nel censimento del 2000 la popolazione era di 533 abitanti. La città è stata fondata nel 1903.

## Geografia fisica
Secondo i rilevamenti dell'United States Census Bureau, la località di Westhope si estende su una superficie di 0,90 km², tutti occupati da terre.

## Popolazione
Secondo il censimento del 2000, a Westhope vivevano 533 persone, ed erano presenti 134 gruppi familiari. La densità di popolazione era di 642 ab./km². Nel territorio comunale si trovavano 268 unità edificate. Per quanto riguarda la composizione etnica degli abitanti, il 98,31% era bianco, lo 0,94% era nativo e lo 0,75% apparteneva a due o più razze.
Per quanto riguarda la suddivisione della popolazione in fasce d'età, il 20,5% era al di sotto dei 18, il 4,9% fra i 18 e i 24, il 19,5% fra i 25 e i 44, il 26,8% fra i 45 e i 64, mentre infine il 28,3% era al di sopra dei 65 anni di età. L'età media della popolazione era di 48 anni. Per ogni 100 donne residenti vivevano 87,0 maschi.